# Radiocomunicación

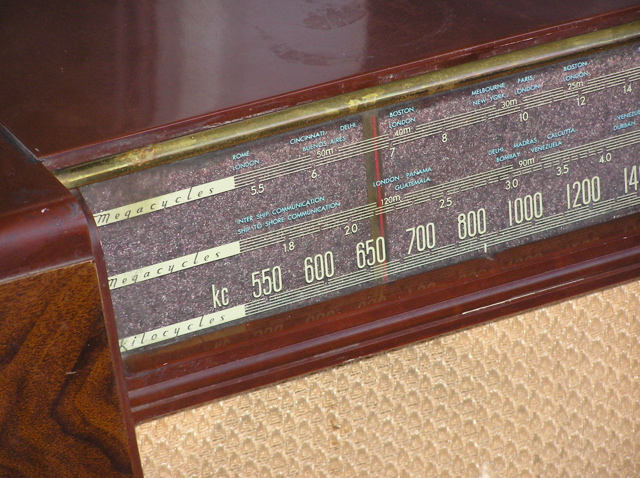
Dial de receptor de radio clásico

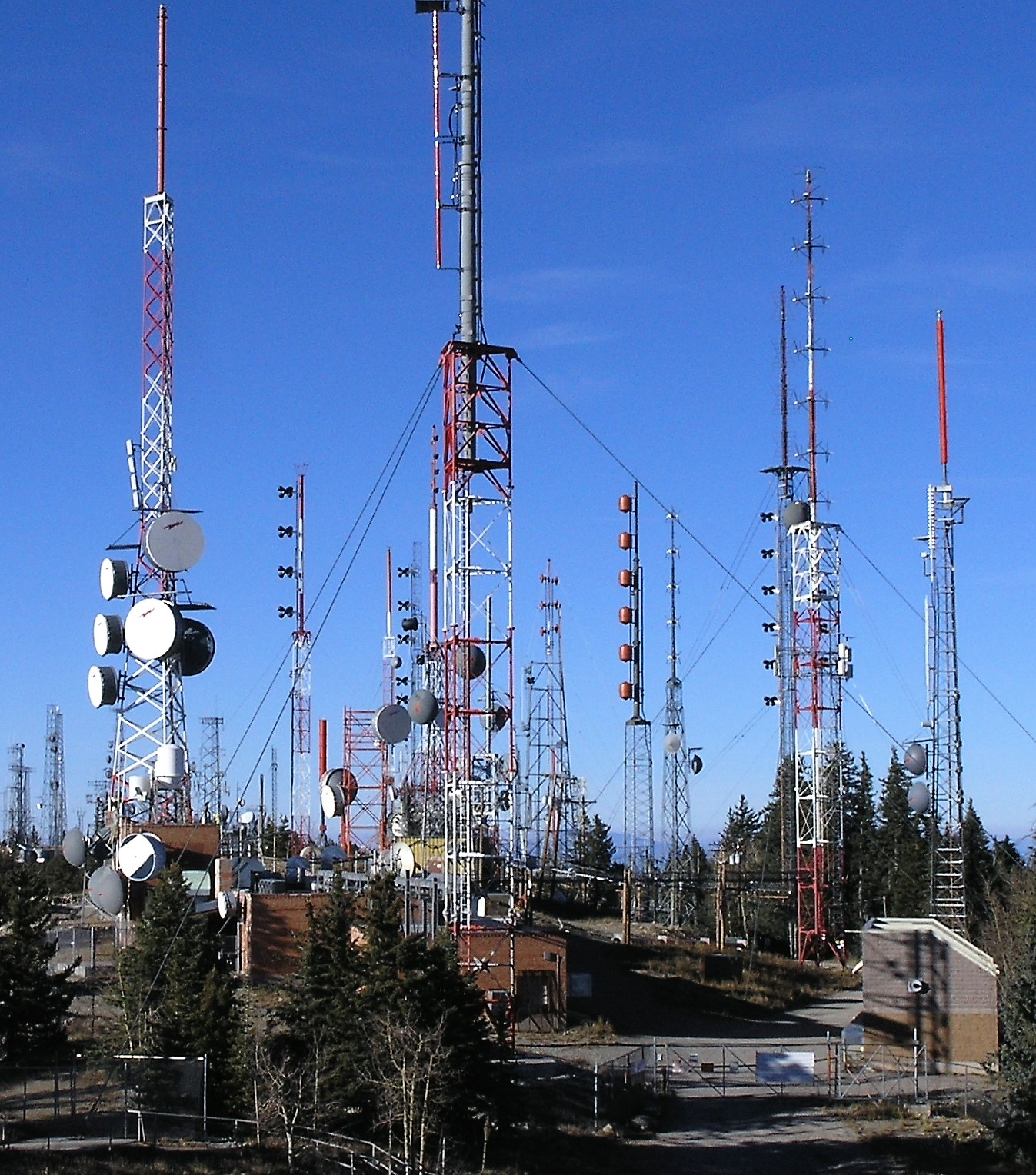
Una variedad de antenas de radio en Sandia Peak, cerca de Albuquerque, Nuevo México, EE. UU. Las antenas transmisoras de televisión y FM suelen estar ubicadas en torres altas o picos de montañas, para maximizar el rango de transmisión. Aquí se muestran antenas de ambos tipos, junto con platos redondos y tambores para comunicaciones de microondas de punto a punto (por ejemplo, desde el estudio al transmisor)

La radiocomunicación es una forma de telecomunicación que se realiza a través de ondas de radio u ondas hertzianas, la que a su vez está caracterizada por el movimiento de los campos eléctricos y campos magnéticos. La comunicación vía radio se realiza a través del espectro radioeléctrico cuyas propiedades son diversas dependiendo de sus bandas de frecuencia. Así tenemos bandas conocidas como baja frecuencia, media frecuencia, alta frecuencia, muy alta frecuencia, ultra alta frecuencia, etc. En cada una de ellas, el comportamiento de las ondas es diferente.
Aunque se emplea la palabra radio, las transmisiones de televisión, radio, radar y telefonía móvil están incluidos en esta clase de emisiones de radiofrecuencia.
Las aplicaciones de las ondas de radio que no implican la transmisión de las ondas a distancias significativas, como el calentamiento por radiofrecuencia utilizado en los procesos industriales y los hornos de microondas, y los usos médicos como la diatermia y las máquinas de resonancia magnética, no suelen llamarse radio. El sustantivo radio también se utiliza para referirse a un receptor de radio de emisión.
Las ondas de radio fueron identificadas y estudiadas por primera vez por el físico alemán Heinrich Hertz en 1886. Los primeros transmisores y receptores de radio prácticos fueron desarrollados entre 1895 y 1896 por el italiano Guglielmo Marconi, y la radio empezó a utilizarse comercialmente hacia 1900. Para evitar las interferencias entre usuarios, la emisión de ondas de radio está regulada por ley, coordinada por un organismo internacional llamado Unión Internacional de Telecomunicaciones (UIT), que asigna bandas de frecuencia en el espectro radioeléctrico para diferentes usos.

## Etimología
La palabra "radio" deriva del latín radius, que significa "radio de una rueda, haz de luz, rayo". Se aplicó por primera vez a las comunicaciones en 1881 cuando, a sugerencia del científico francés Ernest Mercadier, Alexander Graham Bell adoptó "radioteléfono" (que significa "sonido radiado") como nombre alternativo para su sistema de transmisión óptica por fotófono.
Tras el descubrimiento de Heinrich Hertz de la existencia de las ondas de radio en 1886, se utilizaron inicialmente diversos términos para esta radiación, como "ondas hertzianas", "ondas eléctricas" y "ondas de éter". Los primeros sistemas prácticos de radiocomunicación, desarrollados por Guglielmo Marconi en 1894-5, transmitían señales telegráficas por medio de ondas de radio, por lo que la radiocomunicación se denominó por primera vez "telegrafía inalámbrica". Hasta aproximadamente 1910, el término telegrafía sin hilos incluía también otros sistemas experimentales de transmisión de señales telegráficas sin cables, como la inducción electrostática, la inducción electromagnética y la conducción acuática y terrestre, por lo que era necesario un término más preciso que se refiriera exclusivamente a la radiación electromagnética.
El primer uso de radio- en conjunción con la radiación electromagnética parece haber sido por el físico francés Édouard Branly, que en 1890 desarrolló el detector coherer, al que llamó en francés radio-conducteur El prefijo radio- se utilizó posteriormente para formar otras palabras descriptivas compuestas y con guiones, especialmente en Europa. Por ejemplo, a principios de 1898 la publicación británica The Practical Engineer incluía una referencia al "radiotelégrafo" y a la "radiotelegrafía", El texto francés de las Convenciones Radiotelegráficas de Berlín de 1903 y 1906 incluye las frases "radiotélégraphique y radiotélégrammes.
El uso de "radio" como palabra independiente se remonta al menos al 30 de diciembre de 1904, cuando las instrucciones emitidas por la Oficina de Correos británica para la transmisión de telegramas especificaban que 

La palabra 'Radio'... se envía en las Instrucciones de Servicio" Esta práctica fue adoptada universalmente, y la palabra "radio" introducida internacionalmente, por la Convención Radiotelegráfica de Berlín de 1906, que incluía un Reglamento de Servicio que especificaba que "Los radiotelegramas deberán mostrar en el preámbulo que el servicio es 'Radio'.

El cambio a "radio" en lugar de "wireless" se produjo de forma lenta y desigual en el mundo de habla inglesa. Lee de Forest ayudó a popularizar la nueva palabra en Estados Unidos: a principios de 1907 fundó la DeForest Radio Telephone Company, y su carta del 22 de junio de 1907 en Electrical World sobre la necesidad de restricciones legales advertía de que "el caos radiofónico será sin duda el resultado hasta que se aplique esa estricta regulación". La Marina de Estados Unidos también desempeñaría un papel. Aunque su traducción de la Convención de Berlín de 1906 utilizaba los términos "telégrafo inalámbrico" y "telegrama inalámbrico", en 1912 empezó a promover el uso de "radio" en su lugar. El término comenzó a ser el preferido por el público en general en la década de 1920 con la introducción de la radiodifusión. (la palabra broadcasting tiene su origen en el término agrícola que significa aproximadamente "esparcir semillas ampliamente") Los países de la Commonwealth británica siguieron utilizando comúnmente el término "wireless" hasta mediados del siglo XX, aunque la revista de la British Broadcasting Corporation en el Reino Unido se llama Radio Times desde su fundación a principios de los años 20.
En los últimos años, el término "inalámbrico" ha ganado una renovada popularidad como un término más general para los dispositivos que se comunican mediante radiación electromagnética, ya sean ondas de radio o luz, debido al rápido crecimiento de las redes informáticas de corto alcance, por ejemplo, las  redes de área local inalámbricas Wifi y Bluetooth, así como los teléfonos móviles, para distinguir estos usos de la comunicación "radiofónica" tradicional, como la radiodifusión.

## Tecnología

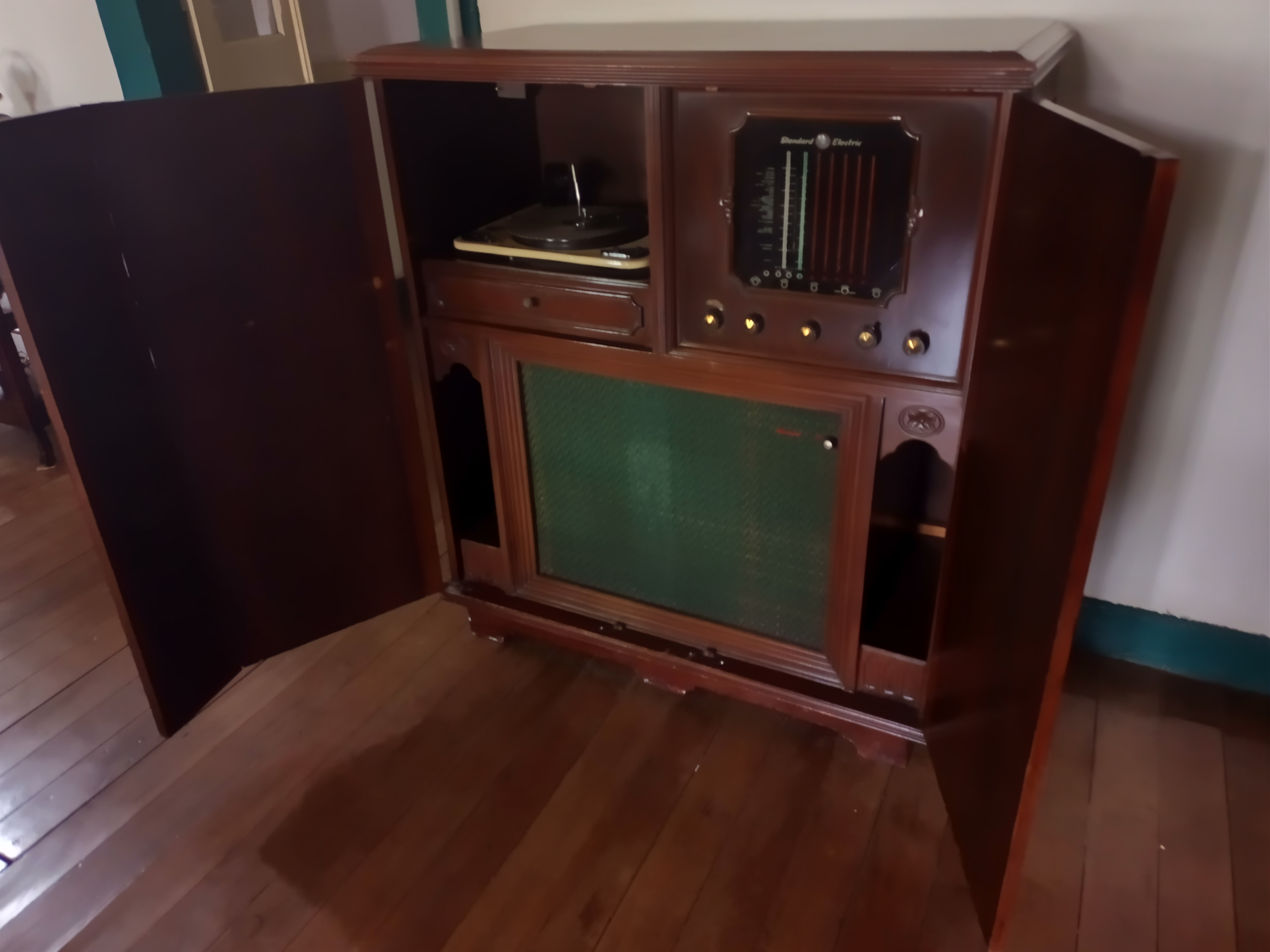

Las ondas de radio son radiadas por  cargas eléctricas que sufren una aceleración. Se generan artificialmente mediante corrientes eléctricas que varían en el tiempo y que consisten en electrones que fluyen de un lado a otro en un conductor metálico llamado antena, que se acelera. En la transmisión, un transmisor genera una corriente alterna de radiofrecuencia que se aplica a una antena. La antena irradia la potencia de la corriente en forma de ondas de radio. Cuando las ondas chocan con la antena de un receptor de radio, empujan los electrones del metal de un lado a otro, induciendo una pequeña corriente alterna. El receptor de radio conectado a la antena receptora detecta esta corriente oscilante y la amplifica.
A medida que se alejan de la antena emisora, las ondas de radio se dispersan, por lo que su fuerza de señal (intensidad en vatios por metro cuadrado) disminuye, de modo que las transmisiones de radio sólo pueden recibirse dentro de un rango limitado del transmisor, distancia que depende de la potencia del transmisor, el patrón de radiación de la antena, la sensibilidad del receptor, el nivel de ruido y la presencia de obstrucciones entre el transmisor y el receptor. Una antena omnidireccional transmite o recibe ondas de radio en todas las direcciones, mientras que una antena direccional o de alta ganancia transmite ondas de radio en un haz en una dirección determinada, o recibe ondas de una sola dirección.
Las ondas de radio viajan por el vacío a la velocidad de la luz, y en el aire a una velocidad muy cercana a la de la luz, por lo que la longitud de onda de una onda de radio, la distancia en metros entre crestas adyacentes de la onda, es inversamente proporcional a su frecuencia.
Además de las ondas de radio, otros tipos de ondas electromagnéticas, como los infrarrojos, la luz visible, el ultravioleta, los rayos X y los rayos gamma, también pueden transmitir información y utilizarse para la comunicación. El amplio uso de las ondas de radio para las telecomunicaciones se debe principalmente a sus deseables propiedades de propagación derivadas de su gran longitud de onda. Las ondas de radio tienen la capacidad de atravesar la atmósfera, el follaje y la mayoría de los materiales de construcción, y por difracción pueden curvarse alrededor de los obstáculos y, a diferencia de otras ondas electromagnéticas, tienden a ser dispersadas en lugar de ser absorbidas por objetos mayores que su longitud de onda.

## Historia

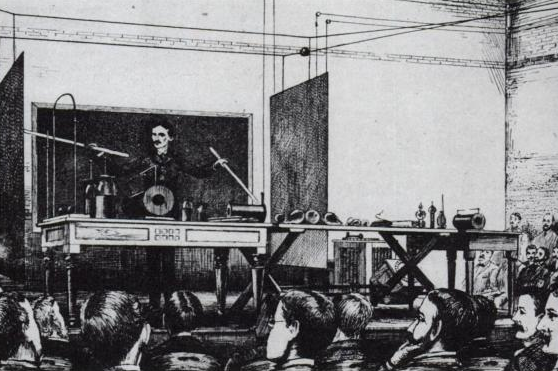
Tesla probando los posibles usos de la transmisión inalámbrica de corriente.

Las bases teóricas de la propagación de ondas electromagnéticas fueron descritas por primera vez por James Clerk Maxwell y Heinrich Rudolf Hertz, entre 1886 y 1888, fue el primero en validar experimentalmente la teoría de Maxwell.
Es difícil atribuir la invención de la radio a una única persona. En diferentes países se reconoce la paternidad en clave local: Aleksandr Stepánovich Popov hizo sus primeras demostraciones en San Petersburgo, Rusia; Nikola Tesla en San Luis (Misuri) y Guillermo Marconi en el Reino Unido.
El primer sistema práctico de comunicación mediante ondas de radio fue del ingeniero Guillermo Marconi, quien en el año 1901 realizó la primera emisión trasatlántica radioeléctrica, utilizando diseños del poco reconocido científico Nikola Tesla.
Aun así, la primera patente de la radio fue hecha por Nikola Tesla, probablemente primer inventor del sistema de comunicación por radio, y así lo reconoció la oficina de patentes de Estados Unidos.

## Regulación
Las ondas son un recurso compartido por muchos usuarios. Dos transmisores de radio en la misma zona que intenten transmitir en la misma frecuencia se interferirán mutuamente, provocando una recepción confusa, por lo que ninguna de las dos transmisiones podrá recibirse con claridad. Las interferencias en las transmisiones de radio no sólo pueden tener un gran coste económico, sino que pueden poner en peligro la vida de los usuarios, por ejemplo, en el caso de interferencias en las comunicaciones de emergencia o en el control del tráfico aéreo.
Para evitar las interferencias entre distintos usuarios, la emisión de ondas radioeléctricas está estrictamente regulada por las leyes nacionales, coordinadas por un organismo internacional, la Unión Internacional de Telecomunicaciones (UIT), que asigna bandas en el espectro radioeléctrico para distintos usos. Los transmisores radioeléctricos deben obtener una licencia de los gobiernos, bajo una variedad de clases de licencia según el uso, y están restringidos a ciertas frecuencias y niveles de potencia. En algunas clases, como las emisoras de radio y televisión, el transmisor recibe un identificador único consistente en una cadena de letras y números llamada indicativo, que debe utilizarse en todas las transmisiones. El operador de radio debe estar en posesión de una licencia gubernamental, como la licencia general de operador de radiotelefonía en EE. UU., obtenida mediante un examen que demuestre los conocimientos técnicos y legales adecuados para el funcionamiento seguro de la radio.
Las excepciones a las normas anteriores permiten el funcionamiento sin licencia por parte del público de transmisores de baja potencia y corto alcance en productos de consumo como  teléfonos móviles,  teléfonos inalámbricos, dispositivos inalámbricos, walkie-talkies, radios de banda ciudadana, micrófonos inalámbricos,  abridores de puertas de garaje y monitores de bebés. En EE. UU., estos productos están sujetos a la Parte 15 de la normativa de la Comisión Federal de Comunicaciones (FCC). Muchos de estos dispositivos utilizan las  bandas ISM, una serie de bandas de frecuencia en todo el espectro radioeléctrico reservadas para el uso sin licencia. Aunque pueden funcionar sin licencia, al igual que todos los equipos de radio, estos dispositivos deben ser homologados antes de su venta.

## Transmisión y recepción
Una onda de radio se origina cuando una partícula cargada (por ejemplo, un electrón) se excita a una frecuencia situada en la zona de radiofrecuencia (RF) del espectro electromagnético. Otros tipos de emisiones que caen fuera de la gama de RF son los rayos gamma, los rayos X, los rayos infrarrojos, los rayos ultravioleta y la luz.
Cuando la onda de radio actúa sobre un conductor eléctrico (la antena), induce en él un movimiento de la carga eléctrica (corriente eléctrica) que puede ser transformado en señales de audio u otro tipo de señales portadoras de información.
El emisor tiene como función producir una onda portadora, cuyas características son modificadas en función de las señales (audio o vídeo) a transmitir. Propaga la onda portadora así modulada. El receptor capta la onda y la «demodula» para hacer llegar al espectador auditor tan solo la señal transmitida.

### Sistemas AM y FM

Sistemas de transmisión AM y FM.

#### Amplitud modulada
En el sistema de modulación de amplitud (AM), la señal (de baja frecuencia) se superpone a la amplitud de ondas hertzianas portadora (de alta frecuencia), esto se logra multiplicando las señales.
La banda de radiofrecuencias está comprendida entre 535 y 1.705 kHz en la que transmiten las emisoras de radio nacionales para transmitir su programación a varias ciudades y/o regiones de un país.

#### Frecuencia modulada
Mientras que en el sistema de modulación de frecuencia, la señal original es superpuesta a frecuencia de la onda portadora. Como resultado la señal resultante varía ligeramente su frecuencia dependiendo de su contenido. En aplicaciones analógicas, la frecuencia instantánea de la señal modulada es proporcional al valor instantáneo de la señal moduladora. Se pueden enviar datos digitales por el desplazamiento de la onda de frecuencia entre un conjunto de valores discretos, modulación conocida como modulación por desplazamiento de frecuencia. La banda de radiofrecuencias está comprendida desde 88.1 hasta 108.1 MHz.
Dentro de los avances más importantes que se presentan en las comunicaciones, uno de los más importantes es, sin duda, la mejora de un sistema de transmisión y recepción en características como la relación señal-ruido, pues permite una mayor seguridad en las mismas. Es así como el paso de modulación de amplitud (AM), a la modulación de frecuencia (FM) establece un importante avance no solo en el mejoramiento que presenta la relación señal ruido, sino también en la mayor resistencia al efecto del desvanecimiento y a la interferencia, tan comunes en AM.

### Sistema SW
La Onda Corta, también conocida como shortwave (SW), es una frecuencia que se propagan en línea recta, rebotan a distintas alturas (cuanto más alta la frecuencia a mayor altura) de la ionosfera (con variaciones según la estación del año y la hora del día), lo que permite que las señales alcancen puntos lejanos e incluso den la vuelta al planeta.
La banda de radiofrecuencias está comprendida entre los 2300 y los 29.999 kHz en la que transmiten (entre otras) las emisoras de radio internacionales para transmitir su programación al mundo.

## Usos de las radiocomunicaciones

### Radioayuda
Uno de sus primeros usos fue en el ámbito naval, para el envío de mensajes en código morse entre los buques y tierra o entre buques. Actualmente también se usa en aeronavegación.

### Radiodifusión AM y FM

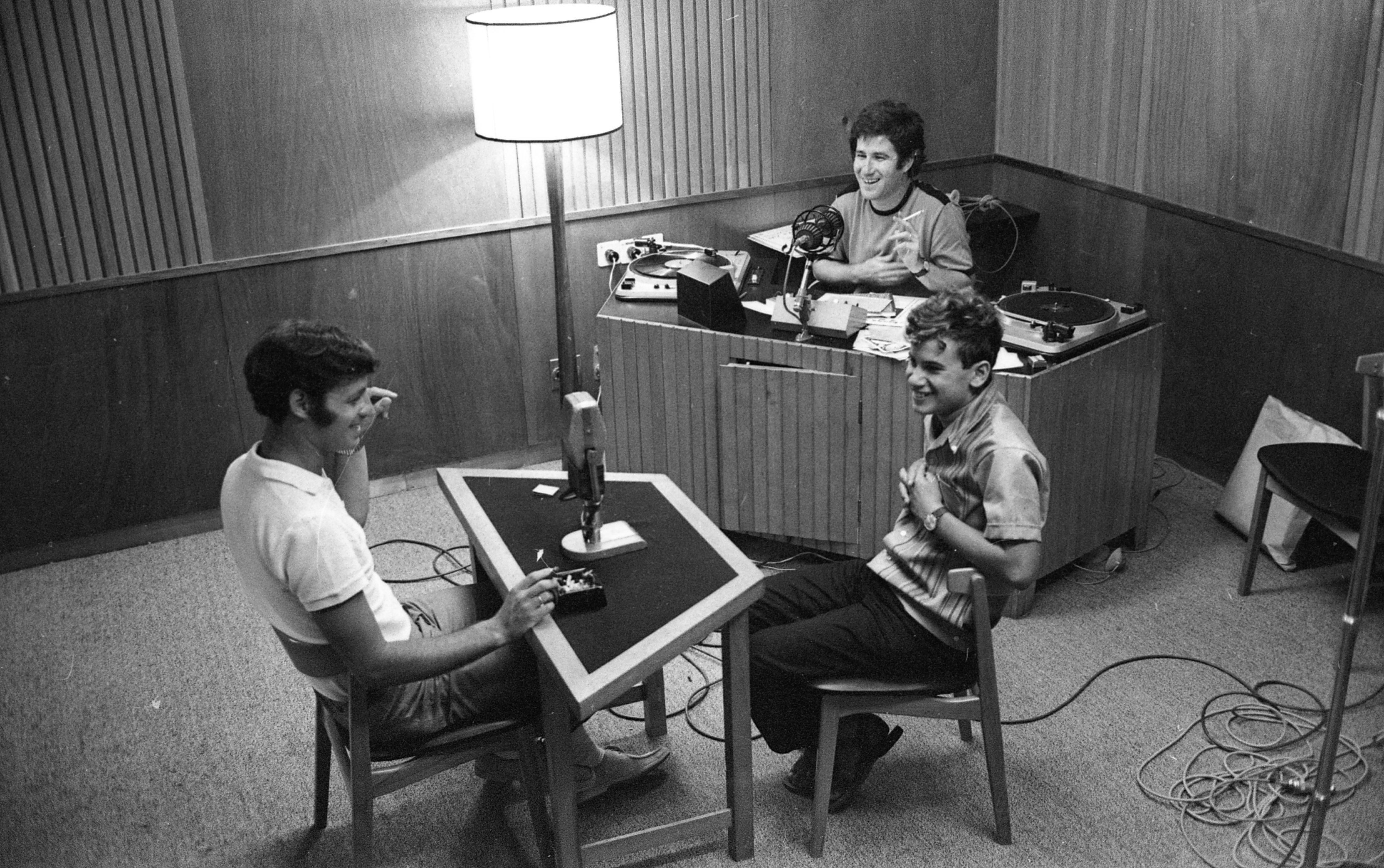
Emisión de radio, Israel 1969

Las primeras transmisiones regulares del mundo, comenzaron el 27 de agosto de 1920 (104 años) en Argentina. Antes de la llegada de la televisión, la radiodifusión comercial incluía no solo noticias y música, sino dramas, comedias, shows de variedades, concursos y muchas otras formas de entretenimiento, siendo la radio el único medio de representación dramática que solamente utilizaba el sonido. Actualmente la radio es el medio en el que algunos géneros del periodismo clásico alcanzan su máxima expresión.

#### Radios comunitarias
En la historia reciente de la radio, han aparecido las radios de baja potencia, constituidas bajo la idea de radio libre o radio comunitaria, con la idea de oponerse a la imposición de un monólogo comercial de mensajes y que permitan una mayor cercanía de la radio con la comunidad.

### Televisión
La televisión hasta tiempos recientes, principios del siglo XXI, fue analógica totalmente y su modo de llegar a los televidentes era mediante el aire con ondas de radio en las bandas de VHF y UHF. Pronto salieron las redes de cable que distribuían canales por las ciudades. Esta distribución también se realizaba con señal analógica; las redes de cable debían tener una banda asignada, más que nada para poder realizar la sintonía de los canales que llegan por el aire junto con los que llegan por cable. En los años 1990 aparecen los sistemas de alta definición, primero en forma analógica y luego, en forma digital.

### Radioaficionados
La radioafición , considerada hoy como la primera red social, es una actividad  que es tanto una afición como un servicio en el que los participantes utilizan varios tipos de equipos de radiocomunicaciones para comunicarse con otros radioaficionados para el servicio público, la recreación y la autoformación. Los operadores de radioafición gozan (y, a menudo en todo el mundo) de comunicaciones inalámbricas personales entre sí y son capaces de apoyar a sus comunidades con comunicaciones de emergencia y de desastres si es necesario.

### Redes inalámbricas
El término red inalámbrica se utiliza en informática para designar la conexión de nodos sin necesidad de una conexión física (cables), ésta se da por medio de ondas electromagnéticas. La transmisión y la recepción se realizan a través de puertos.
Una de sus principales ventajas es notable en los costos, ya que se elimina todo el cable ethernet y conexiones físicas entre nodos, pero también tiene una desventaja considerable ya que para este tipo de red se debe de tener una seguridad mucho más exigente y robusta para evitar a los intrusos.

### Otros usos de las radiocomunicaciones
- Audio
  - Música, voz y servicios interactivos con el sistema de radio digital DAB empleando multiplexación en frecuencia OFDM para la transmisión física de las señales.
  - Servicios RDS, en subbanda de FM, de transmisión de datos que permiten transmitir el nombre de la estación y el título de la canción en curso, además de otras informaciones adicionales.
  - Transmisiones de voz para marina y aviación utilizando modulación de amplitud en la banda de VHF.
  - Servicios de voz utilizando FM de banda estrecha en frecuencias especiales para policía, bomberos y otros organismos estatales.
  - Servicios civiles y militares en alta frecuencia (HF) en la banda de Onda Corta, para comunicación con barcos en alta mar y con poblaciones o instalaciones aisladas y a muy largas distancias.
  - Sistemas telefónicos celulares digitales para uso cerrado (policía, defensa, ambulancias, etc). Distinto de los servicios públicos de telefonía móvil.
- Telefonía móvil
- Vídeo
- Servicios de emergencia
- Transmisión de datos por radio digital

## Radiocomunicaciones por medio de circuitos integrados

### Circuitos integrados de microondas
- Circuito integrado de microondas (MIC en inglés)
- Tecnologías MMIC

### Circuitos integrados de radiofrecuencia
- RFIC

## Simbología
Podemos encontrar una simbología estándar para identificar los circuitos en RF y microondas.
Amplificador: sirve para amplificar las señales que se aplican a la entrada. El símbolo de un amplificador es el siguiente.
Amplificador variable
Antena: dispositivo cuya función es emitir o recibir ondas electromagnéticas del o hacia el espacio. Su símbolo es el siguiente:
 Antena
Filtro pasabandas: un filtro pasabanda ideal presenta una banda de paso entre dos frecuencias de corte, de forma que en este rango de frecuencias la señal no se ve atenuada. En cambio si el valor de frecuencia se encuentra por debajo del límite inferior fl de dicha banda o por encima del límite superior fh la señal se atenúa.
Filtro pasa-altos: los filtros pasa-altas son circuitos que atenúan todas las señales cuya frecuencia está por debajo de una frecuencia de corte específica ωc y pasa todas aquellas señales cuya frecuencia es superior a la frecuencia de corte. Es decir, el filtro pasa altos funciona en la forma contraria al filtro pasa bajos.
 Filtro pasa altos
Filtro pasa-bajos: es el filtro cuyo funcionamiento es el siguiente; permite el paso de señales de frecuencias desde 0 hercios hasta una frecuencia f1 y de esa frecuencia en adelante no permite paso de señal.
 Filtro pasa bajos
 Generador de señal : circuito que tiene la función de generar las señales necesarias para la operación de los sistemas de microondas. Generalmente la fuente de la señal es un oscilador. La figura muestra un esquemático típico de un oscilador.
 Generador de señal
Atenuadores: circuitos cuya función es reducir el nivel de potencia de la señal en un valor determinado. Típicamente se forman de resistencias en formación π o delta (Δ). Como se muestra en la siguiente figura.
   Atenuador fijo
 Atenuador variable
Divisor de potencia (splitter): circuito que tiene la función de recibir una señal y dividir su potencia en dos o más salidas. Normalmente se forma de transformadores balanceados.
 Divisor o splitter
Conmutador (switch): circuito cuya función consiste en seleccionar y conectar, de dos o más entradas una salida.
 Conmutador
Circulador: conmutador rotativo que conecta una o varias entradas a una o varias salidas. Se usa típicamente en radares.
 Circulador
Duplexer: filtro de dos bandas en un mismo circuito, para seleccionar dos bandas de frecuencias a la vez. Por ejemplo, las frecuencias “fordward” y las frecuencias de reversa en los sistemas de cable.
  Duplexer 